# Club Bolívar
Club Bolívar is een Boliviaanse voetbalclub uit La Paz.
De club is opgericht als "Atletico Bolivar Literario Musical" en is Boliviaans recordkampioen. Een van de clubiconen is middenvelder Carlos Borja (88 interlands), die twintig seizoenen op rij uitkwam voor La Academia, van 1977 tot 1997.

## Erelijst
- Liga de Fútbol Profesional Boliviano: 
  - Kampioen: 15 (1978, 1982, 1983, 1985, 1987, 1988, 1991, 1992, 1994, 1996, 1997, 2002, 2004-A, 2005-AD, 2006-A, 2009-A, 2011-AD en 2013-C)
- Copa Simón Bolívar:
  - Kampioen: 3 (1966, 1968 en 1976)
- Copa Sudamericana:
  - Finalist: 1 (2004)

## Kampioensteams
- 1978 — Carlos Conrado Jiménez, José Queiroz, Carlos del Puerto, Vlado Svigir, Ricardo Troncone, Aldo Fierro, Ramiro Vargas, Jimmy Lima, Héctor Cáceres, Pablo Baldivieso, Luís Gregorio Gallo, Erland Araoz, Stephan Matic, Carlos Aragonés, Viviano Lugo, Raúl Alberto Morales, Waldino Palacios, Jesús Reynaldo, Porfirio Jiménez en Carlos Borja. Trainer-coach: Ramiro Blacutt.

- 2002 — Joaquín Botero, Iván Castillo, Horacio Chiorazzo, Percy Colque, José Carlos Fernández, Julio César Ferreira, Gonzalo Galindo, Pedro Guiberguis, Martín Lígori, Mauro Machado, Miguel Mercado, Edgar Olivares, Daner Pachi, Limbert Pizarro, Luis Gatty Ribeiro, Jesús Rosas, Oscar Sánchez, Marco Antonio Sandy en Rubén Tufiño. Trainer-coach: Vladimir Soria.

- 2004 (A) — Miguel Acosta, Horacio Chiorazzo, Percy Colque, Julio César Ferreira, Gonzalo Galindo, Ignacio García, Ronald García, Pedro Guiberguis, Limberg Gutiérrez, Mauro Machado, Miguel Mercado, Daner Pachi, John Peña, Limbert Pizarro, Luis Gatty Ribeiro, Oscar Sánchez, Marco Antonio Sandy, Roger Suárez en Rubén Tufiño.

- 2005 (AD) — Augusto Andaveris, Carmelo Angulo, Diego Cabrera, Horacio Chiorazzo, Percy Colque, Julio César Ferreira, Gonzalo Galindo, Pedro Guiberguis, Mauro Machado, Miguel Mercado, Daner Pachi, John Peña, Limbert Pizarro, Luis Gatty Ribeiro, Oscar Sánchez, Marco Antonio Sandy, Luis Aníbal Torrico en Christian Zermatten.

- 2006 (A) — Carmelo Angulo, Carlos Camacho, Miguel Ángel Cuéllar, André De Souza, Limberg Gutiérrez, Jorge Luis Jaime, Ariel Juárez, Raúl Justiniano, Pablo Lanz, Elvis Marecos, Martín Menacho, Daner Pachi, Edgar Quintela, Leonel Reyes, Luis Gatty Ribeiro, Oscar Sánchez, Marco Antonio Sandy, Ellioth Toro, Luis Aníbal Torrico, Getulio Vaca Diez, Daniel Viglianti en Joel Fernando Zayas. Trainer-coach: Carlos Aragonés.

- 2009 (A) — Carlos Arias, Miguel Hoyos, Augusto Mainguyague, Charles da Silva, Alejandro Schiapparelli, Ignacio García, Mario Ovando, Wálter Flores, Leonel Reyes, Carlos Tordoya, Abdón Reyes, William Ferreira, Aquilino Villalba en Jair Reinoso. Trainer-coach: Gustavo Quinteros.

- 2011 (AD) — Marcos Argüello, Pablo Frontini, Rudy Cardozo, Jhasmany Campos, Damian Lizio, Lorgio Álvarez, Wálter Flores, Gabriel Valverde, Ronald Eguino, Edhemir Rodríguez, Abdón Reyes, William Ferreira, Ronald Rea, Romel Quiñónez, José Alfredo Castillo, Juan Carlos Sampieri en Jaison Siquita. Trainer-coach: Miguel Ángel Hoyos.

- 2013 (C) — Tobías Albarracín, Juan Carlos Arce, Marcos Argüello, Lorgio Álvarez, José Barba, Nelson Cabrera, Rudy Cardozo, Jhasmany Campos, Ezequiel D'Angelo, Ronald Eguino, William Ferreira, Wálter Flores, Jesús Alejandro Gómez, Ariel Juárez, Leonel Justiniano, Damián Lizio, Marcelo Maygua, Damir Miranda, Alejandro Morales, Romel Quiñónez, Miguel Suárez, Gabriel Valverde, Christian Vargas, Gerardo Yecerotte en Diego Zamora. Trainer-coach: Miguel Ángel Portugal.